# بسترم چشمه انجیر
بسترم چشمه انجیر، روستایی در دهستان حنا بخش حنا شهرستان بختگان در استان فارس ایران است.

## جمعیت
بر پایه سرشماری عمومی نفوس و مسکن در سال ۱۳۹۵، جمعیت این روستا برابر با ۳۶۵ نفر (۹۹ خانوار) بوده است.